# Horns landskommun, Västergötland
För landskommunen med samma namn i Östergötland, se Horns landskommun, Östergötlands län.
Horns landskommun var en tidigare kommun i dåvarande Skaraborgs län.

## Administrativ historik
Kommunen inrättades i Horns socken i Vadsbo härad i Västergötland när 1862 års kommunalförordningar trädde i kraft.  
Vid kommunreformen 1952 uppgick landskommunen i Binnebergs landskommun som 1971 uppgick i Skövde kommun.